# Sint-Martinuskerk (Petit-Rechain)

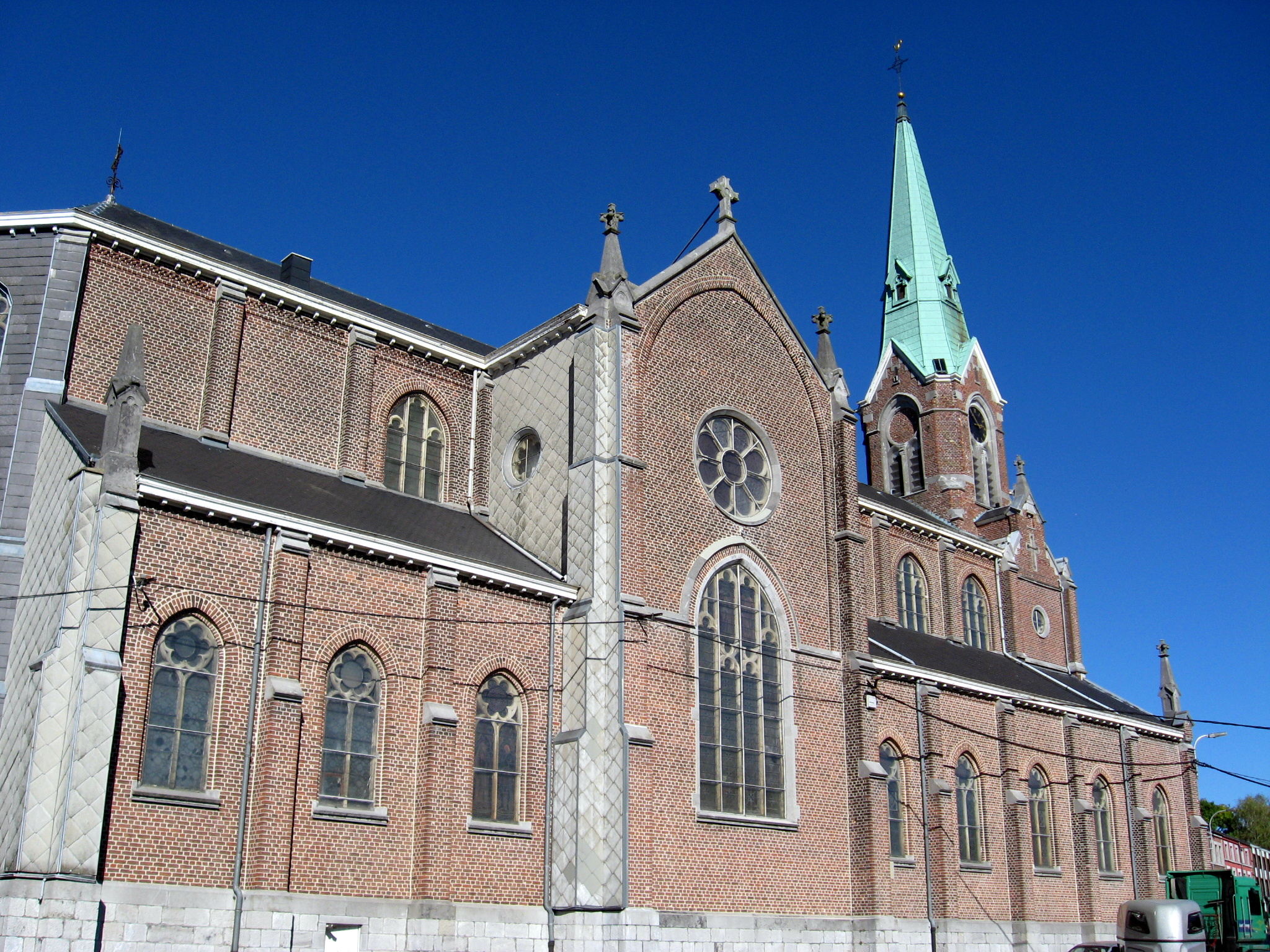
Sint-Martinuskerk

De Sint-Martinuskerk is de parochiekerk van de tot de gemeente Verviers behorende plaats Petit-Rechain, gelegen aan het Place Xhovémont.

## Geschiedenis
Reeds in 888 was sprake van een kapel op deze plaats. Later werd het een parochiekerk. Vanaf 1128 behoorde het patronaatsrecht van deze kerk toe aan de Abdij van Mont Cornillon. Eind 13e eeuw kwam dit aan de Sint-Gillisabdij te Luik en dat bleef zo tot 1786. De parochie besloeg een groot gebied, en na 1801 splitsten zich tal van parochies af, namelijk Grand-Rechain (1803), Dison (1805), Hodimont (1803 en 1821), en Manaihant (1865).
In 1522 was er reeds sprake van een aan Sint-Martinus gewijde kerk, welke in 1875 werd gesloopt om plaats te maken voor de huidige kerk.
Uit de oude kerk werden een aantal kunstvoorwerpen gered: Een 17e-eeuwse Onze-Lieve-Vrouw van Barmhartigheid; een Sint-Rochus (eind 17e eeuw); een Sint-Gillis (1750) en een monstrans (1756).
De huidige kerk betreft een neogotische bakstenen kruisbasiliek met ingebouwde toren. De driebeukige kerk werd gebouwd in 1875 naar ontwerp van Ch. Thirion. De kerk heeft een driezijdig afgesloten koor.
Het kerkmeubilair dateert uit het eind van de 19e eeuw, en wel de periode van de bouw en direct erna.